# Achird
Achird ook bekend als eta Cassiopeiae is een dubbelster in het sterrenbeeld Cassiopeia. De ster is benoemd door Becvar.